# Achtern
Das Wort achtern aus dem Niederdeutschen bedeutet hinten. Es ist heute im Hochdeutschen nur noch in der Seemannssprache gebräuchlich, hat sich aber im norddeutschen Raum auch in niederdeutschen Straßennamen wie „Achter de Kark“ (Hinter der Kirche) oder „Achtern Diek“ (Hinterm Deich) gehalten.

## Zur Etymologie
achtern ist eine Ableitung zu achter, das aus dem Niederdeutschen stammt. Das Wort achter kommt im Neuhochdeutschen seit dem 18. Jahrhundert vor und ist auch in etlichen Ableitungen und Komposita gebräuchlich.

## Verwendung des Wortes
Im Niederdeutschen und in der Seemannssprache ersetzt achtern bzw. achter- die hochdeutschen Gegenstücke hinten bzw. hinter-. Beispiele sind „Achterschiff“ für den hinteren Teil eines Schiffes, „Achtersteven“ für den hinteren Steven (oder scherzhaft das Gesäß), „achteraus laufen“ für „rückwärts fahren“.
Weiterhin sind Orts- und Richtungsbezeichnungen üblich, beispielsweise achteraus – hinter dem Schiff bzw. nach hinten oder Achterwasser für Bodden.
Als achterliche See bezeichnet man Seegang, der dem Schiff folgt, achterlicher Wind ist Rückenwind.